# Magnolia odoratissima
Espèce
Statut de conservation UICN

 EN D : En danger
Magnolia odoratissima est une espèce de plantes à fleurs de la famille des Magnoliacées. C'est un arbre trouvé en Chine et au Viêt Nam.
Selon Plants of the World Online, c'est un synonyme de Magnolia lawiana.

## Description
C'est un arbre.

## Répartition et habitat
L'es pèce est trouvée en Chine (sud-est du Yunnan) et dans le nord du Viêt Nam.
Elle pousse en milieu tempéré.

## Liste d'espèces
Selon World Checklist of Selected Plant Families (WCSP) (31 décembre 2013) :
- Magnolia odoratissima Y.W.Law & R.Z.Zhou, Bull. Bot. Res. (1986)